# Níger en los Juegos Olímpicos de Atenas 2004
Níger estuvo representado en los Juegos Olímpicos de Atenas 2004 por cuatro deportistas, tres hombres y una mujer, que compitieron en tres deportes.
El portador de la bandera en la ceremonia de apertura fue el yudoca Abdou Alassane Dji Bo. El equipo olímpico nigerino no obtuvo ninguna medalla en estos Juegos.